# Sachseln
Sachseln es una comuna suiza del cantón de Obwalden situada al sureste del cantón, es la única comuna que no hace de frontera con otro cantón. Limita al norte con la comuna de Sarnen, al este y sur con Kerns, al suroeste con Lungern, y al oeste con Giswil.

## Generalidades
Pertenecen a la comuna las localidades de Edisrled, Ewil y Flüeli-Ranft. Tiene una población de 4400 personas, de las cuales 500 son de nacionalidad extranjera (2000). Hay 380 negocios locales que emplean a 2100 personas. El 12% de éstos están en el sector agrícola, el 60% en industria y comercio, y el 28% en servicios.
En esta comuna, cerca del pueblo Flüeli-Ranft, se encuentra la Älggi-Alp, una pradera a 1.645 metros sobre el nivel del mar que marca el centro geográfico de Suiza.

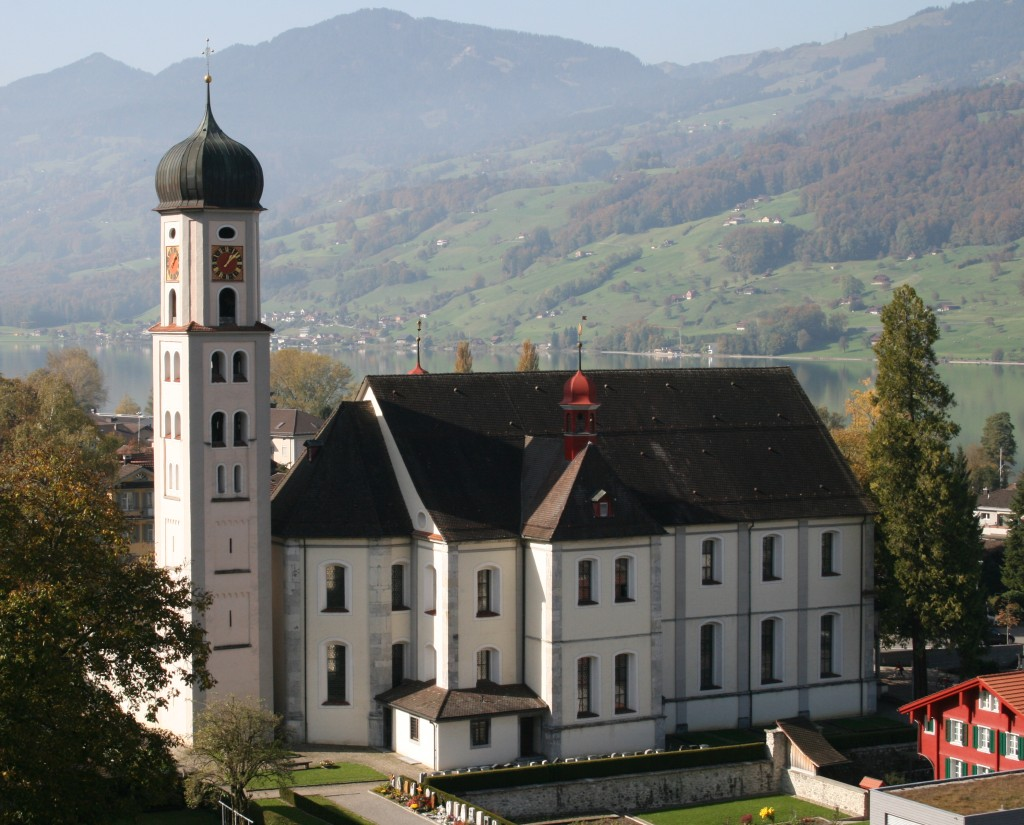
Iglesia Parroquial y Santuario Nacional de Sachseln, principal centro de peregrinaje para el santo patrono de Suiza San Nicolás de Flüe

En 1669, tras la beatificación del ahora santo patrono nacional suizo San Nicolás de Flüe por el Papa Clemente IX, Sachseln construyó una iglesia parroquial en su honor donde el santo fue enterrado y en 1684 la iglesia fue consagrada como santuario del peregrinaje para el santo por lo que es un monumento cultural protegido de importancia nacional suiza.
Sólo a partir del último siglo con el establecimiento de empresas industralizadas, la comuna se convirtió en eje de desarrollo para el cantón. Actualmente, las empresas de la comuna ofrecen unos 2.000 empleos, de los cuales la gran mayoría son extremadamente calificados. Una empresa de Sachseln especialmente notable es Maxon, la empresa da unos 850 empleos, lo que la convierte en la mayor empleadora de todo el cantón.
Maxon fabrica motores eléctricos pequeños como por ejemplo los utilizados en las maquinillas de afeitar. Gracias a su fiabilidad, la empresa ha podido concluir contratos con la NASA.